# دووژو
دووژو (به لهستانی:  Dłużew) یک روستا در لهستان است که در گمینا شننگتسا واقع شده‌است. دووژو ۷۸ نفر جمعیت دارد.